# Ulrich Wendland
Ulrich Wendland (* 18. Februar 1897 in Hohenkirch, Kreis Briesen; † 12. August 1957 in Lüneburg) war ein deutscher Archivar und Historiker. Er war Direktor der Staatsarchive in Danzig und Berlin-Dahlem.

## Leben
Wendland war Offizier. In den Jahren von 1925 bis 1931 studierte er an mehreren deutschen Universitäten und wurde an der Universität Greifswald promoviert. Danach arbeitete er in der preußischen Archivverwaltung in Berlin. Am 1. Mai 1934 wechselte Wendland an das Staatsarchiv der Freien Stadt Danzig, das im Zweiten Weltkrieg 1940 in „Reichsarchiv Danzig“ umbenannt wurde. Als Nachfolger von Walther Recke wurde er 1941 Archivdirektor. Zwei Jahre später leitete er die Flüchtung. Um den Jahreswechsel 1944/1945 zog er in das Archiv in Berlin-Dahlem.
Wendland übernahm von 1945 bis 1947 die Leitung des „Hauptarchivs für Behördenakten“ (seit 1963 „Geheimes Staatsarchiv Preußischer Kulturbesitz“) in Dahlem. Von 1952 bis zu seinem Tod ist er als Leiter des Lüneburger Stadtarchivs nachzuweisen. Er war seit 1953 Mitglied der Historischen Kommission für ost- und westpreußische Landesforschung.
Wendland veröffentlichte antipolnische Artikel in Tageszeitungen und Zeitschriften.

## Schriften (Auswahl)
- Die Theoretiker und Theorien der sogenannten galanten Stilepoche und die deutsche Sprache. Ein Beitrag zur Erkenntnis der Sprach-Reformbestrebungen vor Gottsched. (Dissertation) H. Eichblatt, Leipzig 1930.
- Danzig im Jahre 1593. Das Bildnis einer alten deutschen Stadt. Danziger Verlagsgesellschaft, Danzig 1937.
- Danzig als Militärstadt. Danziger Heimatdienst, Danzig 1937.
- Danzigs Tore und Türme. Kafemann, Danzig 1938.
- Danzig und Westpreußen vor dem Forum der Friedensmacher von Versailles. Danziger Heimatdienst, Danzig 1938.
- Als Herausgeber: Aus Lüneburgs tausendjähriger Vergangenheit. Festschrift. Heliand, Lüneburg 1956.